# Nagrada za teoretske in uporabno teoretske razprave na razpisane teme
Nagrade za teoretske in uporabno teoretske razprave na razpisane teme je podeljeval Sklad Borisa Kidriča in so se predlagale na podlagi razpisa nagradnih tem. Nagrade so se podeljevale od leta 1957 do 1961. Od leta 1961 naprej so se podeljevale nagrade za znanstvene razprave na razpisane teme.

## Namen in zgodovina
Leta 1955 so bile prvič razpisane nagrade za uspešno obdelavo vnaprej določenih in obravnavanih tem. Izbrane teme naj bi spodbudile posamezne znanstvene delavce raznih strok in skupine delavcev, da bi s svojimi deli prispevali k razčiščevanju teoretičnih in praktičnih problemov v zvezi z izgradnjo takratnega družbenega in gospodarskega sistema. Leta 1961 se je spremenilo razpisovanje tem. Namesto vsakoletnega razpisovanja tem enkrat na leto, je Sklad Borisa Kidriča razpisoval po potrebi le posamezno temo oziroma se je posluževal direktnega naročanja pri raziskovalnih inštitutih. O nagrajencih je odločal Upravni odbor Sklada Borisa Kidriča.
Poleg prve in druge nagrade so bile podeljene odkupne nagrade.

## Nagrajenci

### 1955 – 1957
V letih od 1955 do 1957 je bilo razpisanih 11 tem. Nagrade so bile podeljene za razprave za naslednje razpisane teme:
- za temo Ekonomski pogoji za stimulacijo dviga proizvodnosti dela s posebnim ozirom na plačni sistem sta bili podeljeni dve nagradi:
  - prvo nagrado je prejel Aleksander Bajt
  - drugo nagrado so prejeli avtorji skupnega dela: Bojan Zaletel, Stane Marinčič in Jože Zakonjšek

- za temo Ali je proizvodnja električne energije v Sloveniji v kaloričnih centralah energetsko in ekonomsko upravičena in v koliki meri sta si prvo in drugo nagrado delila avtorja samostojnih del:
  - Viljem Praprotnik
  - Henrik Sebaher

- za temo Čiščenje odpadnih voda in industrijskih odplak sta bili podeljeni dve drugi nagradi:
  - avtorji skupinskega dela: Janko Sketelj, Roman Modic in Marjan Rejc
  - Viljem Praprotnik

- za temo Racionalizacija naše proizvodnje na podlagi gospodarske kooperacije je bila podeljena ena druga nagrada za skupinsko delo:
  - Franc Ropret, Adolf Sadar in Cvetko Dolenc

- za temo Pomen in naloga rehabilitacije v sodobnem zdravstvu in socialnem varstvu je bila podeljena druga nagrada za skupno delo
  - Milutin Fajdiga in Slavko Neuman

### 1959
V letu 1958 je bilo razpisanih 5 tem, nagrade pa so bile podeljene leta 1959.
Nagrade za predložene razprave so prejeli:
- za temo Problematika regulacije frekvence in moči v jugoslovanskem električnem omrežju sta bili podeljeni dve drugi nagradi za samostojni deli:
  - Karel Kranjc
  - Henrik Sebaher

- za razpravo na temo Smotrna oskrba prebivalstva z bolniškimi posteljami sta bili podeljeni dve drugi nagradi:
  - Jožko Nograšek
  - soavtorja Boga Škrinjar in Zvone Odar

### 1961
V letu 1960 je bilo razpisanih 5 tem, za katere so bile v letu 1961 podeljene naslednje nagrade:
- za temo Vprašanje razvojno prizadetih otrok pri nas je bila podeljena druga nagrada:
  - Marij Avčin in sodelavci: Krista Kocijančič, Franc Derganc, Jože Jeras, Iztok Jakša, Luka Pintar in Ivica Tivadar
- za temo Gospodarski in družbeni pomen delitve dohodka po ekonomskih enotah je bila podeljena druga nagrada:
  - Ciril Mikl